# غوردون بليك
غوردون بليك (بالإنجليزية: Gordon Blake)‏ هو ضابط أمريكي، ولد في 22 يوليو 1910 في تشارلز سيتي في الولايات المتحدة، وتوفي في 1 سبتمبر 1997.